# بواسون بوفاوان
بواسون بوفاوان (انگلیسی: Bouasone Bouphavanh؛ زادهٔ ۳ ژوئن ۱۹۵۴) یک سیاست‌مدار اهل لائوس است. وی از ژوئن ۲۰۰۶ تا دسامبر ۲۰۱۰ نخست‌وزیر این کشور بود.